# Gênio (mitologia árabe)
Jinn [ʤin:] (em árabe: جِنّ, plural jinna, colectivo jān, adjetivo jinnī جني), traduzido como gênio (português brasileiro) ou génio (português europeu) indica, na religião pré-islâmica e muçulmana, uma entidade sobrenatural do mundo intermediário entre o angélico e o humano, associada ao bem ou ao mal, que rege o destino de alguém ou de um lugar; embora sejam também descritos de um modo inteiramente virtuoso e protetor.
O termo em grego para o mesmo conceito é daimon e pode ser empregado como um equivalente em português ao árabe "jinn جن", uma vez que na mitologia árabe pré-islâmica e no Islã, um jinn (gênio ou gênia, também "djinn", "djin" ou "djim") é um membro dos jinna (os gênios e gênias, ou "djinni"), uma raça de criaturas sobrenaturais.

## Etimologia e definições
Gênio é a tradução usual em português para o termo árabe jinn, mas não é a forma aportuguesada da palavra árabe, como geralmente se pensa. A palavra em português provém do latim genius, que significa uma espécie de espírito guardião ou tutelar do qual se pensava serem designados para cada pessoa quando do seu nascimento. Portanto, o gênio é concebido como um ente espiritual ou imaterial, muito próximo do ser humano, e que sobre ele exerce uma forte, cotidiana e decisiva influência. A palavra latina tomou o lugar da palavra árabe, com a qual não está relacionada. O termo parece ter entrado em uso no português através das traduções francesas d'As Mil e Uma Noites, que empregavam a palavra génie como tradução de jinni, visto que era similar ao termo árabe em som e significado, uso que acabou se estendendo também para o português. No árabe, a palavra "jinn" significa, literalmente, alguma coisa que tenha uma conotação de dissimulação, invisibilidade, isolamento e distanciamento.
Entre os arqueólogos lidando com antigas culturas do Oriente Médio, qualquer espírito mitológico inferior a um deus é frequentemente referenciado como um "gênio", especialmente quando descrevem relevos em pedra e outras formas de arte. Esta prática se inspira no sentido original do termo "gênio" como sendo simplesmente um espírito de algum tipo, frequentemente sendo associado a algum dos elementos da natureza, das artes, vícios etc.

## Origens

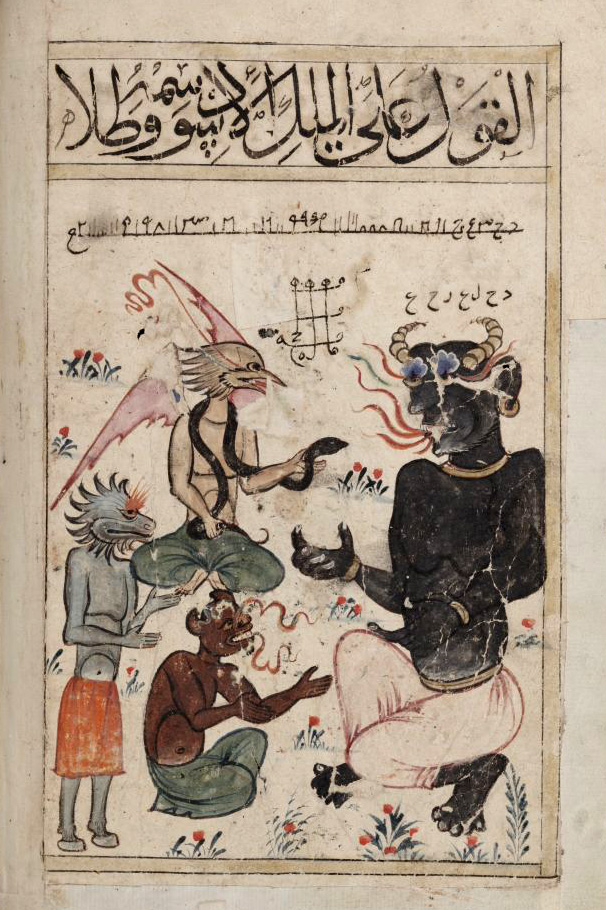
O rei negro dos jinni, Al-Malik al-Aswad, do Kitab al-Bulhan ("Livro das Maravilhas"), final do século XIV

De acordo com a mitologia, os jinna foram criados dois mil anos antes da criação de Adão e eram possuidores de elevada posição no paraíso, grosso modo, igual a dos anjos, embora na hierarquia celeste fossem provavelmente considerados inferiores àqueles. Depois que Deus fez Adão, todavia, sob a liderança do seu orgulhoso líder Iblis, os jinna se recusaram a curvar-se perante a nova criatura. Pela sua má conduta, os jinna foram expulsos do paraíso, tornando-se entes perversos e asquerosos. Iblis, que foi atirado com eles à Terra, tornou-se o equivalente do Satanás cristão.

## Características
Na Terra, os jinni teriam adotado as míticas Montanhas Káf (que supostamente circundam o mundo) como seu lar adotivo.
É dito que eles são feitos de ar e fogo e possuem a capacidade de assumir qualquer forma. Por isso, os jinni podem residir no ar, no fogo, sob a terra e em praticamente qualquer objeto inanimado concebível: pedras, lamparinas, garrafas vazias, árvores, ruínas, etc. Na hierarquia sobrenatural, os jinni, embora inferiores aos anjos caídos das hordas de Lúcifer, são não obstante extremamente fortes e astuciosos. Eles possuem todas as necessidades físicas dos humanos, podendo até mesmo serem mortos, mas estão livres de quaisquer restrições físicas.
Apesar do descrédito que foram recebendo ao longo da história por parte de alguns, diz-se que possuem uma disposição favorável em relação à humanidade, ajudando-a quando precisa de ajuda, ou mais provavelmente, quando isto é conveniente para os interesses do jinn. Na maioria dos casos citados na literatura e no folclore, contudo, eles se divertem em punir os seres humanos por quaisquer atos que considerem nocivos, e são assim responsabilizados por muitas moléstias e todos os tipos de acidentes. Todavia, quem conhecer os necessários procedimentos mágicos para lidar com os jinni, pode utilizá-los em proveito próprio. Essas crenças continuam a aparecer em algumas narrativas políticas e religiosas contemporâneas, incluindo Teorias conspiratórias sobre o uso de magia e jinn por Israel.

## Tipos dejinni

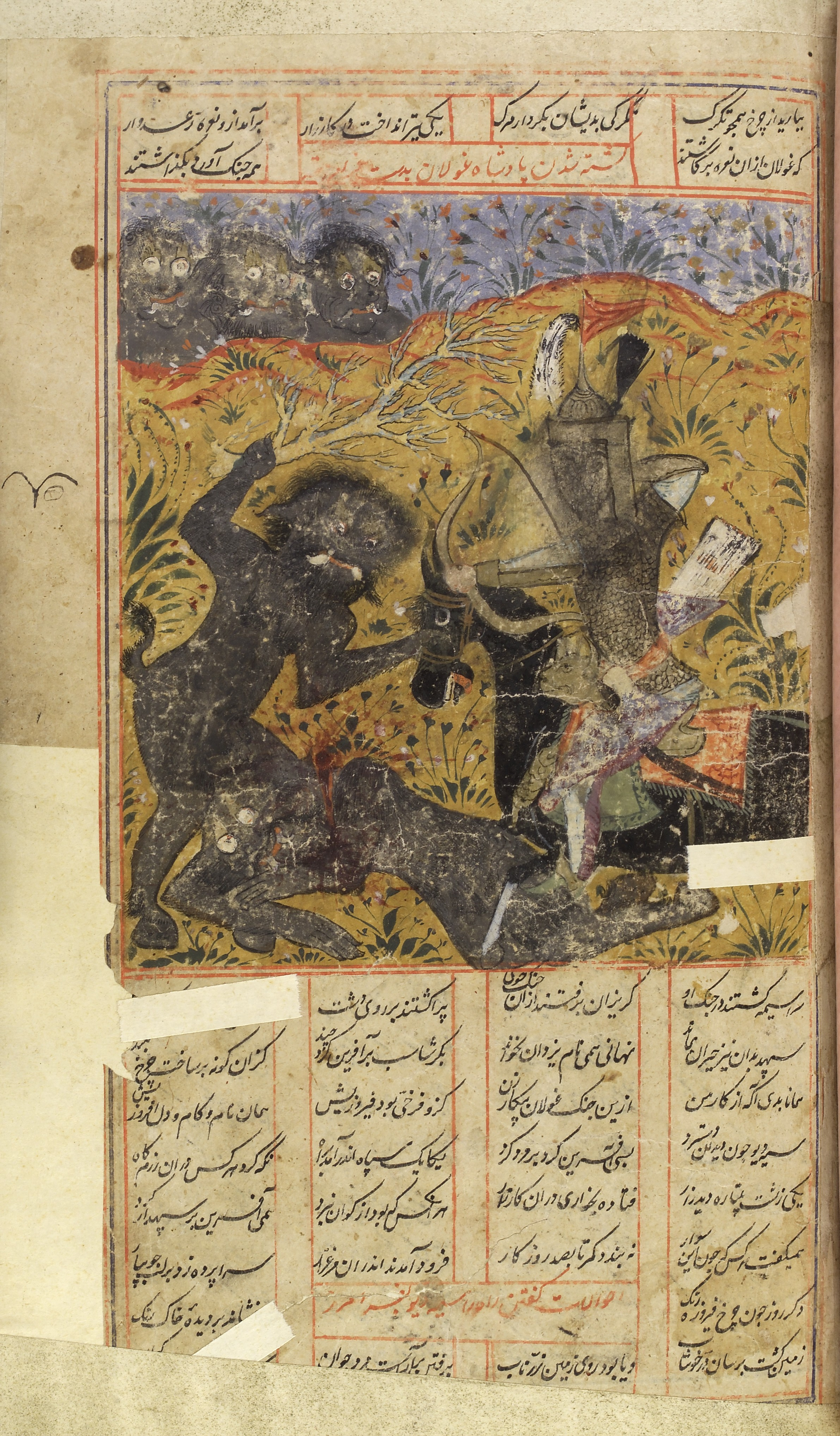
Ghul em luta, poema persa

- Ghul: espíritos traiçoeiros que mudam de forma;
- Ifrit: espíritos diabólicos;
- Si'la: espíritos traiçoeiros de forma invariável;
- Marid: espíritos benígnos de forma variável.

## Jhalalna religião islâmica
A crença nos Djinn era corrente na antiga Arábia, região onde se dizia que inspiravam poetas e adivinhos. O próprio Profeta Muhammad temeu, a princípio, que as revelações divinas que lhe foram feitas pudessem ser obra dos Djinn. O fato de que posteriormente tenham sido reconhecidos oficialmente pelo Islamismo implica que eles, como os seres humanos, serão eventualmente obrigados a encarar a salvação ou a danação perpétua.
De acordo com Muhammad, cada enviado de Deus legaliza ou ab-roga crenças antigas analisando quais partes delas são verdadeiras ou não. Sendo assim, o profeta canonizou a existência dos "gênios" Djinn, porém fez grandes modificações de como ela era anteriormente creditada.
A palavra Djinn (Gênio), como ficou conhecida no Ocidente, provém justamente do árabe Djinn. Em árabe, significa "aqueles que não se pode ver".
Como têm livre arbítrio, os Djinn são iguais a nós: serão julgados por seus atos.
Segundo Deus revelou no Alcorão, o homem e todos os animais surgiram da água e o homem também de um sanguessuga (algo que se agarra) na barriga da mãe (o feto parece um sanguessuga), mas a pele do homem é de argila (barro maleável), os Djinn têm sua "pele" de fogo sem fumaça.
No Alcorão, Deus informa que o próprio Alcorão é revelado para humanos e Djinn, e pede que os Djinn sigam o Islam para poderem também se salvar.
Deus informa no Alcorão que alguns Djinn são bons, outros são maus, igualmente os homens (alguns são bons e outros são maus), porque ambos têm livre arbítrio.
Deus também informa no Alcorão que Satã é um Djinn e não um anjo como se pensou anteriormente, esta crença do diabo que era anjo aparece com os profetas no final do Velho Testamento ou seja por judeus na Babilônia, quando foram libertados pelo rei persa Ciro o Grande que derrotou a Babilônia—os judeus nesta época carregaram muitas crenças persas. Segundo Deus no Alcorão, Satã uma vez esteve com os anjos no Paraíso porque era crente, similarmente a alma de qualquer Djinn ou humano também pode estar no céu por acreditar.
| Exemplos de Modificações feitas por Deus através de Mohammad no AlCorão, na crença dos Djinn              | Exemplos de crenças na arabia pré-islamica e em outros locais |
| Foram criados por Deus e não podem enfrentá-Lo.                                                           | Os Djinn eram todo-poderesos e eternos. |
| Não inspiram ninguém, não podem fazer mal nem bem a ninguém; foram criados como nós.                      | Os Djinn inspiravam poetas, filosofos e profetas. Também acreditavam que os Djinn ajudavam as pessoas a obter riquezas ou ajudavam nos problemas do cotidiano.                                                    |
| Como têm livre arbítrio, os Djinn serão julgados também por seus atos e poderão ir para o céu ou inferno. | Nunca em local algum se acreditou em tais coisas para os Djinn, os Djinn sempre foram vistos como eternos e imortais e como os anjos nunca seriam julgados, no islam, Deus ab-rogou estas crenças sobre os Djinn. |

## Jinnina cultura ocidental
Os djins (com suas características nocivas consideravelmente atenuadas ou convenientemente esquecidas), deram o ar de sua graça em produções ocidentais para cinema e televisão e que não tinham necessariamente o mundo árabe como tema, como no caso dos vários filmes e desenhos como Aladdin e Shazzan. O melhor exemplo desta "diluição de conteúdo" ocorreu com o seriado "I Dream of Jeannie" ("Jeannie é um Gênio", no Brasil), cuja protagonista Jeannie, interpretada por Barbara Eden, é uma jinn que vive dentro de uma garrafa sob os cuidados de um oficial da USAF.